# حبلي (خياطة)
الحَبْليّ هو نوع من الزركشة أو الزينة يتكون من شريط من القماش المطوي يتم إدخاله في الدرزة لتحديد حواف أو خطوط أسلوب الملابس أو أي شيء نسيجي آخر. عادة ما يتم قطع شريط القماش بشكل مائل. يمكن أن يكون مصنوعاً من نفس قماش العنصر الذي سيتم تزيينه أو قماش مختلف أو من الجلد.